# Batalla de Krasnobród
```
La 
Batalla de
 
Krasnobród
 va succeir el 23 de setembre de 1939 a prop de la ciutat de 
Krasnobród
, 
Polònia
. Els contendents foren l'
Exèrcit polonès
 i la 
Wehrmacht
 alemanya durant la 
Invasió de Polònia.
 És una de les últimes batalles ocorregudes a Europa on ambdós bàndols van fer servir cavalleria.
[
1
]
```

## La Batalla
Al voltant de les 7 del matí, una unitat de cavalleria polonesa de la Brigada de Cavalleria Nowogródek va sortir del bosc a mig camí entre Zamość i Tomaszów Lubelski. El 25é Regiment d'Uhlans de Polònia, sota el comandament del coronel Bogdan Stachlewski, va formar al front de la formació i va rebre l'ordre de reconquerir el centre de Krasnobród. La 8a Divisió d'Infanteria alemanya va fortificar la ciutat situada en un turó amb dues línies de trinxeres. Per tal de minimitzar la superioritat numèrica enemiga, el comandant polonès va dividir les seves forces en dos i va ordenar una càrrega de cavalleria, amb cadascuna de les esquadres que carregaren per separat sobre sectors diferents del front.
Les forces alemanyes van ser completament sobrepassades, i la primera esquadra polonesa va trencar amb èxit les seves posicions, mentre la infanteria alemanya començava una retirada caòtica cap al centre de la ciutat, seguida de la cavalleria polonesa amb sabres i llances. La segona esquadra polonesa, a les ordres del tinent Tadeusz Gerlecki, es va unir a la càrrega cap al cim del turó. Una unitat de cavalleria auxiliar de la 8a Divisió d'Infanteria alemanya va contracarregar des del turó, però fou repel·lida en la que va ser una de les darreres batalles de cavalleria de la Segona Guerra Mundial. Les unitats poloneses van iniciar una persecució en veure fugir l'enemic i entraren a la ciutat. Tot i les fortes pèrdues degudes a les metralladores (l'esquadró de Gerlecki va quedar amb només 30 homes), la ciutat va ser recuperada i els polonesos van prendre el quarter de la divisió, juntament amb uns 100 soldats alemanys (incloent el comandant general: el general Rudolf Koch-Erpach). Es van alliberar quaranta combatents polonesos presos pels alemanys en anteriors enfrontaments.